# Kay Bluhm
Kay Bluhm (Brandenburg an der Havel, Brandemburgo, 13 de outubro de 1968) é um ex-canoísta alemão especialista em provas de velocidade.

## Carreira
Foi vencedor das medalhas de ouro em K-2 500 m em Barcelona 1992 e em Atlanta 1996, da medalha de ouro em K-2 1000 m em Atlanta 1996, da medalha de prata em K-2 1000 m em Atlanta 1996, com o seu colega de equipe Torsten Gutsche e da medalha de bronze em K-4 1000 m em Seul 1988 com o seu colega de equipe André Wohllebe.